# جانيس رول
جانيس رول (بالإنجليزية: Janice Rule)‏ هي ممثلة أمريكية، ولدت في 15 أغسطس 1931 بنوروود في الولايات المتحدة، وتوفيت في 17 أكتوبر 2003 بنيويورك في الولايات المتحدة بسبب نزف مخي.

## أعمال

### أفلام
- (1968) السباح
- (1982) مفقود

## وصلات خارجية
- جانيس رول على موقع IMDb (الإنجليزية)
- جانيس رول على موقع ألو سيني (الفرنسية)
- جانيس رول على موقع ميوزك برينز (الإنجليزية)
- جانيس رول على موقع أول موفي (الإنجليزية)
- جانيس رول على موقع قاعدة بيانات برودواي على الإنترنت (الإنجليزية)
- جانيس رول على موقع قاعدة بيانات الأفلام السويدية (السويدية)
- جانيس رول على موقع إن إن دي بي (الإنجليزية)
- جانيس رول على موقع ديسكوغز (الإنجليزية)
- جانيس رول على موقع قاعدة بيانات الفيلم (الإنجليزية)
- جانيس رول على موقع كينوبويسك (الروسية)